# Le Chemin de l'espérance (film, 1950)
Pour les articles homonymes, voir Le Chemin de l'espérance.
Pour plus de détails, voir Fiche technique et Distribution.
Le Chemin de l'espérance (titre original : Il cammino della speranza) est un film italien réalisé par Pietro Germi, sorti en 1950.

## Synopsis
Dans la mine de souffre de Capodarso en Sicile, les hommes du fond refusent de remonter pour protester contre leurs mauvaises conditions de travail. Leurs épouses, inquiètes, les attendent à l'entrée de la mine, qui reste fermée. Convaincus finalement de l’inutilité de cette grève, ils remontent à la surface et rencontrent au café un certain Ciccio, qui leur propose de les emmener en France où, selon ses dires, il y a du travail bien rémunéré pour tout le monde. Mais, selon les lois en vigueur, ces flux migratoires étant interdits, le groupe devra donc se déplacer totalement illégalement. De plus, leur guide exigeant la somme 20 000 lires par personne pour ce voyage, beaucoup sont obligés de vendre meubles, bijoux, trousseaux de mariage, etc. A l’aube du départ, pour officialiser leur union, deux jeunes, Luca et Rosa, se marient juste avant de monter dans l'autobus en direction de la gare. Barbara Spadaro se joint aux postulants, c'est une jeune femme rejetée par sa propre famille et par tout le village parce qu’ayant une relation avec Vanni, un hors-la-loi notoire, qui rejoint lui aussi ultérieurement le groupe. Après avoir traversé le détroit de Messine, les émigrants arrivent à Naples, où Ciccio se révèle être un escroc et tente d'abandonner le groupe. Barbara et Vanni ayant découvert sa supercherie, l'homme leur avoue qu'avec la recrudescence de la surveillance frontalière, il est impossible pour un groupe si important de passer en France. Vanni décide de ne rien divulguer aux autres mais, en contrepartie, Ciccio devra l'emmener en France avec Barbara, après avoir abandonné les autres à Rome. Au début, Ciccio semble coopérer, mais une fois à Rome, il dénonce le hors-la-loi à la police, une fusillade s'ensuit entre le criminel et les forces de l’ordre et, dans la confusion, Ciccio et Vanni parviennent à fuir. Tous les autres sont arrêtés par la police et se voient notifiés un document d’injonction pour leur retour en Sicile. Vanni, de son côté, parvient à retrouver Barbara et tous deux se promettent de se retrouver à la frontière.
Les émigrants décident de désobéir à l’injonction et poursuivent leur périple en toute clandestinité avec la complicité d'un chauffeur de camion. Arrivés en Émilie, ils rencontrent un agriculteur qui leur propose un travail temporaire rémunéré dans les champs, plus la nourriture et le gîte. Ils ignorent qu'en réalité ils ont été embauchés du fait d’une grève des travailleurs agricoles pour les remplacer. Lors d'une manifestation des grévistes, accusant les Siciliens d'être des briseurs de grève, des incidents éclatent et la police intervient. L'une des filles de Saro est blessée lors des affrontements. Barbara, voulant aider la petite fille, tente de faire venir un médecin qui se trouve isolé dans le village proche mais gardé par les grévistes. Avec courage, bravant le climat de forte tension et faisant appel à leur humanisme, Barbara parvient à convaincre le chef des grévistes d'emmener le médecin au chevet de l'enfant.
À ce stade, les émigrants se séparent : certains, désormais démoralisés, décident de rentrer en Sicile, tandis que les autres continuent leur odyssée, se retrouvant à Noasca, à la frontière italo-française, où Vanni est également arrivé entre-temps. Ils décident, avec deux autres clandestins, de tenter l’entrée en France, en franchissant à pied un col, dans des conditions climatiques qui s'annoncent catastrophiques. Alors que le groupe avance, une bagarre éclate entre Vanni et Saro, au cours duquel Vanni est tué.
Lors de la traversée des Alpes, sous  une tempête de neige, l'un des émigrants, Carmelo, comptable de profession, se perd et meurt de froid. Les autres parviennent à échapper à la tempête et arrivent à la frontière. Alors qu'ils semblent sains et saufs, ils sont interceptés par deux patrouilles de douaniers à ski, l'une française l'autre italienne, chargées d’intercepter les immigrants clandestins. Les agents des douanes, fortement émus par le dénuement et le récit des souffrances des émigrants, les laissent finalement continuer leur périple libérateur.

## Fiche technique
- Titre original : Il cammino della speranza
- Réalisation : Pietro Germi
- Réalisateurs assistants : Marcello Giannini, Salvatore Rosso, Argi Rovelli
- Scénario : Federico Fellini, Nino Di Maria (roman), Tullio Pinelli
- Photographie : Leonida Barboni
- Montage : Rolando Benedetti
- Musique : Carlo Rustichelli
- Son : Mario Amari
- Producteur : Luigi Rovere
- Directeur de production : Sergio Barbonese
- Société de production : Lux Film
- Pays d'origine :  Italie
- Format : Noir et blanc — 35 mm — 1,37:1 — Son : Mono
- Genre : Film dramatique
- Durée : 105 minutes (1 h 45)
- Dates de sortie :
  -  Italie : 22 novembre 1950
- Affiche : Duccio Marvasi (France)

## Distribution
- Raf Vallone : Saro Cammarata
- Elena Varzi : Barbara Spadaro
- Franco Navarra (it) : Vanni Barilla
- Saro Urzì : Ciccio Dori, le passeur
- Saro Arcidiacono (it) : Carmelo Musco, le comptable
- Giuseppe Priolo : Luca Mieville
- Liliana Lattanzi : Rosa, fiancée puis épouse de Luca
- Angelo Grasso : Antonio Verdirami
- Mirella Ciotti : Lorenza Verdirami
- Renato Terra : Mommino, le guitariste
- Paolo Reale : Brasi Camauro
- Francesco Tomalillo : Misciu Sganu
- Carmela Trovato : Cirmena, épouse de Misciu
- Giuseppe Cibardo : Turi Sibaldi
- Assunta Radico : Beatificata, épouse de Turi
- Francesca Russella : la grand-mère
- Nicoló Gibilaro : le grand-père
- Luciana Coluzzi : Michelina Cammarata
- Chicco Coluzzi : Buda Cammarata
- Angelina Scaldaferri : Diodata Cammarata
- Ciccio Jacono
- Michele Raffa

## Récompenses et distinctions
- Le film a été présenté en sélection officielle au Festival de Cannes 1951[1]
- Le film a obtenu l'Ours d'argent au festival de Berlin 1951